# Nods (Berne)
Pour les articles homonymes, voir Nods.
Nods est une commune suisse du canton de Berne, située dans l'arrondissement administratif du Jura bernois.

## Géographie
Avec ses 2661 hectares, Nods est la plus grande commune du Jura bernois.

## Population et société

### Gentilé et surnoms
Les habitants de la commune se nomment les Niolats.
Ils sont surnommés les Voleurs de cloche et les Casse-Roues

### Démographie

#### Évolution de la population
La commune compte 786 habitants au 31 décembre 2023 pour une densité de population de 30 hab/km2. Sur la période 2010-2019, sa population a augmenté de 3,1 % (canton : 6,1 % ; Suisse : 9,4 %).  

#### Pyramide des âges
En 2023, le taux de personnes de moins de 30 ans s'élève à 33,5 %, au-dessus de la valeur cantonale (29,9 %). Le taux de personnes de plus de 60 ans est quant à lui de 26,5 %, alors qu'il est de 28,9 % au niveau cantonal.
La même année, la commune compte 410 hommes pour 376 femmes, soit un taux de 52,2 % d'hommes, supérieur à celui du canton (49,1 %).
| Hommes | Classe d’âge | Femmes |
| ------ | ------------ | ------ |
| 0,2    | 90 ans ou +  | 0,5    |
| 6,6    | 75 à 89 ans  | 9,0    |
| 18,3   | 60 à 74 ans  | 18,4   |
| 21,2   | 45 à 59 ans  | 25,5   |
| 18,0   | 30 à 44 ans  | 15,2   |
| 17,1   | 15 à 29 ans  | 15,7   |
| 18,5   | - de 14 ans  | 15,7   |

| Hommes | Classe d’âge | Femmes |
| ------ | ------------ | ------ |
| 0,7    | 90 ans ou +  | 1,6    |
| 8,8    | 75 à 89 ans  | 11,0   |
| 17,6   | 60 à 74 ans  | 18,1   |
| 21,0   | 45 à 59 ans  | 20,4   |
| 20,9   | 30 à 44 ans  | 20,2   |
| 15,9   | 15 à 29 ans  | 14,9   |
| 15,1   | - de 14 ans  | 13,8   |

## Histoire
De 1797 à 1815, Nods a fait partie de la France, au sein du département du Mont-Terrible, puis, à partir de 1800, du département du Haut-Rhin, auquel le département du Mont-Terrible fut rattaché. Par décision du congrès de Vienne, le territoire de l’ancien évêché de Bâle fut attribué au canton de Berne, en 1815.

## Transport
- Bus pour La Neuveville et Le Landeron.

## Jumelage
Nods (France) depuis 1988